# Грісштетт
Грісштетт (нім. Griesstätt) — громада в Німеччині, розташована в землі Баварія. Підпорядковується адміністративному округу Верхня Баварія. Входить до складу району Розенгайм.
Площа — 29,52 км2. Населення становить 2920 ос. (станом на 31 грудня 2020).